# 蕭菩薩哥
萧菩萨哥（983年—1032年），辽圣宗耶律隆绪第二任皇后，小字菩萨哥，是圣宗母亲萧绰的弟弟萧隗因的女儿，是聖宗時權臣韓德讓（耶律隆運）的外甥女。
萧菩萨哥十二岁时，因美貌出眾，富有才华，被选入掖庭后宫。统和十九年（1001年）三月二十壬辰，皇后萧氏以罪降为贵妃。不久后的五月十五丙戌，年满十六岁的萧菩萨哥被册封为齐天皇后。萧菩萨哥随鸾伴驾二十几年，深得圣宗皇帝的宠爱，萧菩萨哥生了两个皇子，都夭折了。萧菩萨哥常用草茎作宫殿的模型给营造单位，依据模型营造清风、天祥、八方三殿。她所乘的车设置龙首鸱尾，以黄金装饰。皇后又造九龙辂、诸子车，以白金为佛塔模型，各有巧思。在朝中也有权力。
开泰五年（1016年），宫人萧耨斤生下了耶律宗真（后来的辽兴宗），萧菩萨哥把他作为养子。太平十年（1031年）六月，辽圣宗病危，遗命以耶律宗真继承皇位。此时萧耨斤得意忘形，对萧菩萨哥骂道：“老物宠亦有既耶！（老东西，宠爱亦有尽头啊）”圣宗死后，萧耨斤自立为皇太后。萧耨斤指使护卫冯家奴、耶律喜孙等诬陷萧菩萨哥和北府宰相萧浞卜、国舅萧匹敌参与谋反，兴宗闻之，问道：“皇后侍先帝四十年，抚育眇躬，当为太后；今不果，反罪之，可乎？”萧耨斤说：“此人若在，恐为後患。”兴宗求情：“皇后无子而老，虽在，无能为也。”萧耨斤不从，将萧菩萨哥迁于上京。重熙元年（1032年）三月，萧耨斤趁着兴宗驾车春季射猎的时候，派遣人去加害萧菩萨哥。萧菩萨哥临死前说：“我实无辜，天下共知。卿待我浴，而後就死，可乎？”就这样自殺，享年五十岁。重熙二十一年（1052年），遼興宗追上諡號為仁德皇后，与钦哀皇后萧耨斤共葬于庆陵。